# Alix de Foresta
Pour les autres membres de la famille, voir famille de Foresta.
Titre
Épouse du prétendant bonapartiste au trône de France
16 août 1949 – 3 mai 1997
(47 ans, 8 mois et 17 jours)
Alix de Foresta, née le 4 avril 1926 à Marseille, princesse Napoléon, est l'épouse du prince Louis Napoléon Bonaparte (1914-1997), chef de la maison impériale française et prince Napoléon.

## Biographie
Alix de Foresta est la fille du comte Albéric de Foresta (1895-1987) et de Geneviève Fredet (1904-1994), petite-fille d'Alfred Fredet, grand industriel du papier et châtelain du Mas et de Froges (Isère).
Le 16 août 1949, à Linières-Bouton, elle épouse Louis Bonaparte, prince Napoléon, chef de la maison Bonaparte et prétendant au trône impérial de France. Le couple a eu quatre enfants :
- Charles Bonaparte (né 19 octobre 1950 à Boulogne-Billancourt), qui épouse en 1978 la princesse Béatrice de Bourbon-Siciles, dont il divorce en 1989 ; il se remarie avec  Jeanne Françoise Valliccioni en 1996 ;
- Catherine Napoléon Bonaparte[1] (née le 19 octobre 1950 à Boulogne-Billancourt), qui épouse en 1974 Nicolò San Martino d'Agliè dei Marchesi di Fontanetto, dont elle divorce ; elle se remarie à Paris en 1982 avec Jean-Claude Dualé (1936-2017) ;
- Laure Napoléon Bonaparte[1] (née le 8 octobre 1952 à Paris), qui épouse à Grenoble en 1982 Jean-Claude Lecomte (1948-2009) ;
- Jérôme Napoléon Bonaparte[1] (né le 14 janvier 1957 à Boulogne-Billancourt), qui épouse à Vandoeuvres en 2013 Licia Innocenti (née en 1965).

La princesse Napoléon est présidente d'honneur du centre pour personnes handicapées Association Notre Dame à Neuilly-sur-Seine. Elle est aussi la marraine de deux unités créées sous le Second Empire : le 13e bataillon de chasseurs alpins et le 13e régiment de dragons parachutistes.
La princesse Napoléon est, du premier mariage de son fils aîné, la grand-mère paternelle de l'actuel prince Napoléon (Jean-Christophe), chef de la famille impériale et prétendant au trône impérial.
Elle fut considérée par les bonapartistes dynastiques comme une impératrice des Français de jure de 1949 à 1997 et comme une impératrice douairière de jure depuis lors.

## Dans la culture populaire
En 2006, la princesse Alix apparaît dans le documentaire Un nom en héritage : Les Napoléon de Jean-Pierre Devillers.

## Titulature
Les titres portés actuellement par les membres de la maison Bonaparte n’ont pas d’existence juridique en France et sont considérés comme des titres de courtoisie. Ils sont attribués par le « chef de maison ».
- 16 août 1949 – 17 octobre 2019 : Son Altesse impériale la princesse Napoléon (mariage) ;
- depuis le 17 octobre 2019 : Son Altesse impériale la princesse Alix Napoléon.[réf. nécessaire]

## Décorations françaises
- Officière de la Légion d'honneur en 2015[4] ; (Chevalière en 1999[5])